# St. Peter und Paul (Nannhofen)

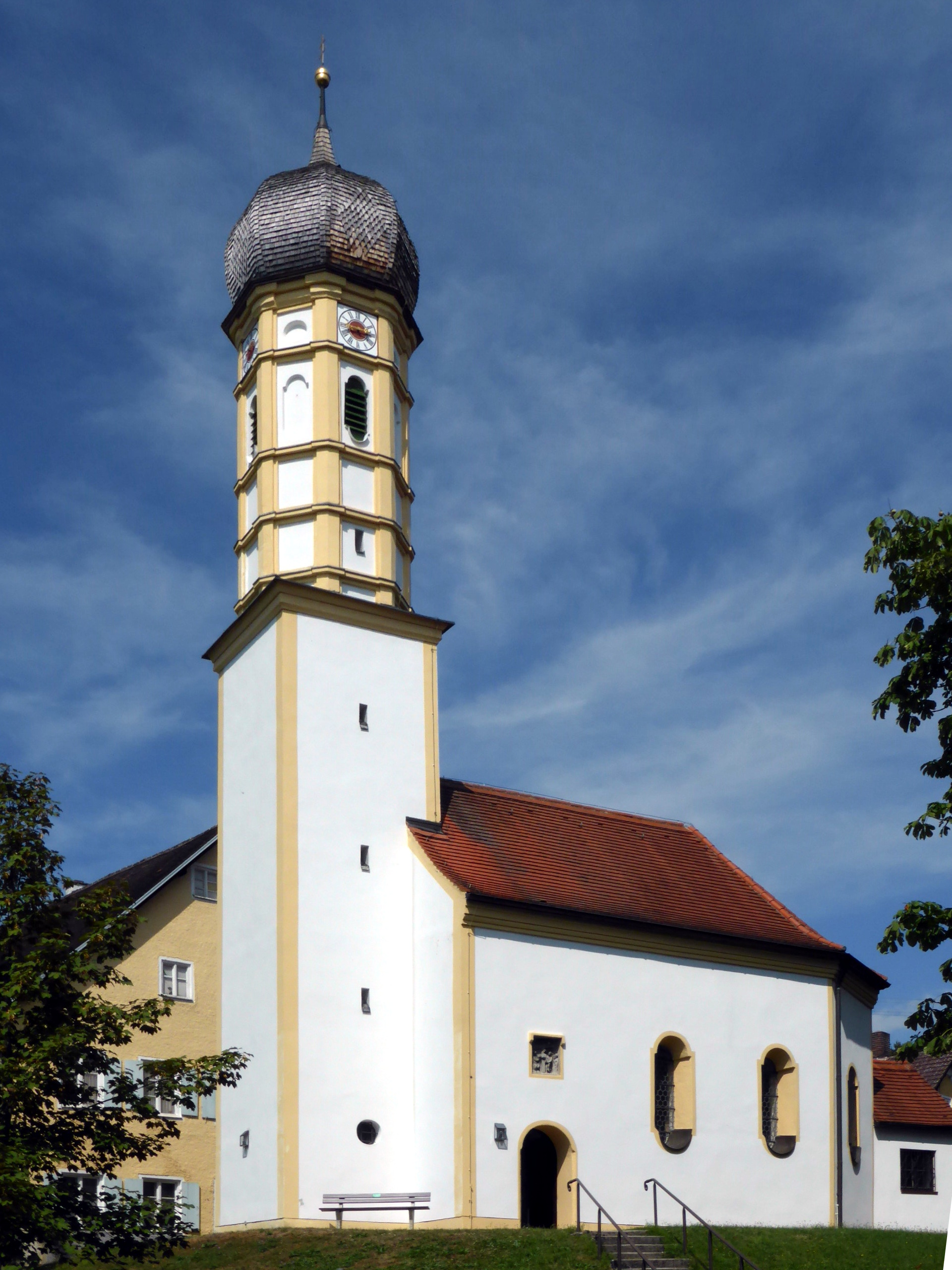
St. Peter und Paul in Nannhofen

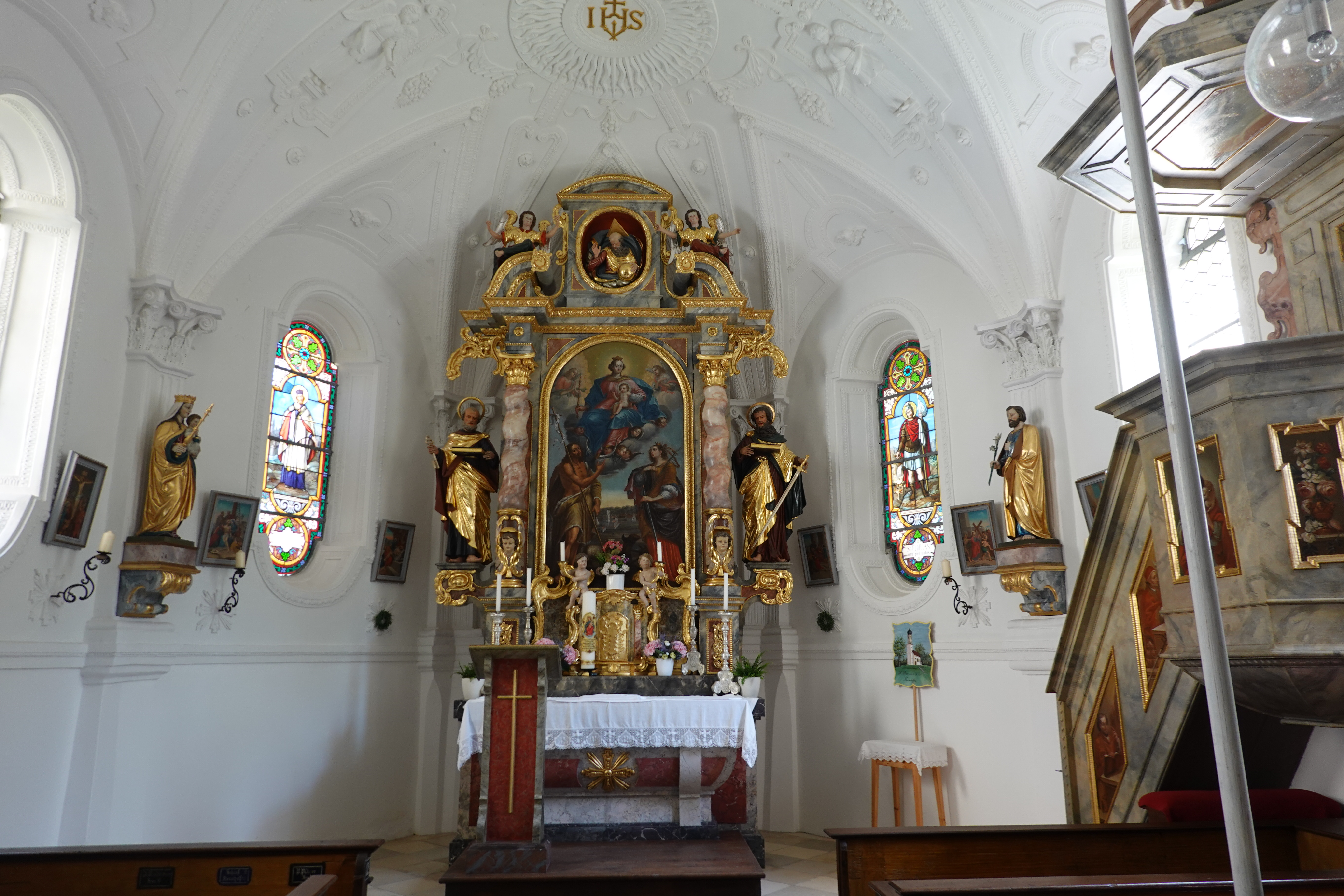
Innenansicht

Die römisch-katholische Filialkirche St. Peter und Paul steht in Nannhofen, einem Gemeindeteil von Mammendorf im oberbayerischen Landkreis Fürstenfeldbruck. Das Bauwerk ist in der Liste der Baudenkmäler in Mammendorf als Baudenkmal unter der Nr. D-1-79-136-9 eingetragen. Die Kirche gehört zum Dekanat Fürstenfeldbruck im Erzbistum München und Freising.

## Beschreibung
Die barocke Saalkirche wurde 1670 erbaut. Sie besteht aus dem Langhaus, dem dreiseitig geschlossenen Chor im Osten, der Sakristei an der Stirnwand des Chors und dem Kirchturm auf quadratischem Grundriss im Westen. Die achteckigen Obergeschosse des mit einer Zwiebelhaube bedeckten Turms sind mit Pilastern gegliedert. Im obersten Geschoss ist die Turmuhr eingebaut, im darunterliegenden steht der Glockenstuhl.
Auf den 1874 von Joseph Peter Bockhorni geschaffenen Glasmalereien sind Johannes Nepomuk und Florian von Lorch dargestellt. Der Hochaltar wird von den Skulpturen des Simon Petrus und des Paulus von Tarsus flankiert. Auf dem Altarretabel ist eine Mondsichelmadonna dargestellt. An der Brüstung der Empore sind mehrere Tafelbilder angebracht.

## Orgel

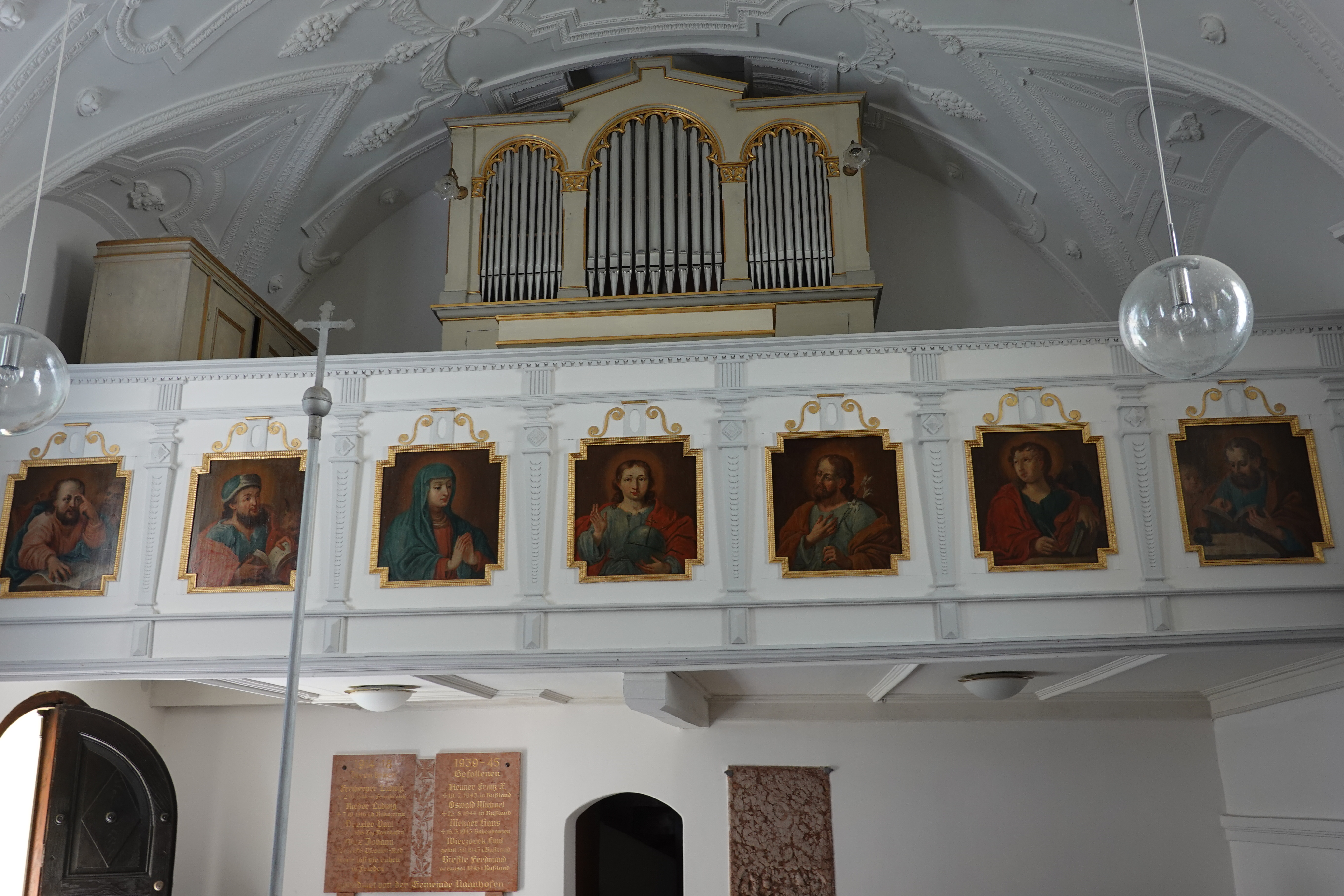
Orgel

Die rein mechanische Schleifladen-Orgel mit fünf Registern auf einem Manual und Pedal wurde 1875 von Georg Beer mit einem freistehenden Spieltisch und einem neuromanischen Prospekt erbaut. Die Disposition lautet:
| Manual C–f3 |    |
| Gedackt     | 8′ |
| Salicional  | 8′ |
| Principal   | 4′ |
| Flöte       | 4′ |
| Flautino    | 2′ |

| Pedal C–f |
| angehängt |